# Hege Bolstad
Hege Bolstad (Fredrikstad, 31 de enero de 1981) es un ex jugadora noruega de balonmano y  balonmano playa. 

## Trayectoria

### Balonmano
Bolstad jugó en Noruega en los equipos locales Gresvik, Lisleby, Torp / Lisleby y Fjellhammer, antes de mudarse a España en 2003.

#### Clubes
- 2003–04: Amposta
- 2004–05: Gjovik / Vardal
- 2005–06: Contrat Málaga[1]
- 2006–13: Esportiu Castelldefels[2]

Con el equipo catalán jugó bastantes temporadas y fue capitana en los últimos años.

### Balonmano playa
En julio de 2013, asistió con la selección noruega al Campeonato de Europa de Balonmano Playa de 2013 celebrado en Randers, Dinamarca. Encuadrada en el mismo grupo que España, Dinamarca pasó como primera de grupo y España como segunda (en el partido que les enfrentó en la fase de grupos Dinamarca venció a España por 2-1). Noruega consiguió el bronce, después de ganar la final de bronce 2-1 sobre Ucrania.
Ese mismo año Hege participó en los Juegos Mundiales de Cali 2013. La selección noruega ganó sus tres partidos en la fase de grupos, pero perdieron 1-2 ante Hungría en las semifinales y se jugaron la medalla de bronce ante Taiwán. Noruega venció las dos mangas por 28-11 y 19-17, y así quedó en 3.ª posición.

## Vida
Tras su retirada de la competición, Hege Bolstad montó la agencia de viajes Barcelonaekspertene. Está casada con el exjugador de balonmano Víctor Tomás, con el que tiene un hijo, Luka.